# Sarmatosuchus otschevi
Sarmatosuchus es un género extinto de reptil carnívoro arcosauriforme. Vivió durante el Triásico en lo que hoy es Rusia. Solo se conoce una única especie, Sarmatosuchus otschevi. El holotipo fue encontrado en los depósitos fluviales litificados de la Formación Donguz expuesta cerca del río Berdyanka, en el óblast de Oremburgo, en la Rusia europea. El género se incluyó originalmente en la familia extinta Proterosuchidae. Sin embargo, en el análisis posterior hecho por David Gower y Andrei Sennikov,  consideraron que se debía remover a Sarmatosuchus de la familia Proterosuchidae y lo asignaron junto a los arcosaurios basales.